# Ситуационное управление
Ситуационное управление — метод управления сложными объектами и процессами, для которых не удаётся построить классические 
математические модели, использующий язык ситуационного управления для описания неформализованных моделей объектов, процессов и целей управления. Ситуационное управление применяется:
- когда обычные методы оптимального управления не могут быть применены вследствие того, что объект управления не может быть формально описан.
- для решения математически точных задач оптимального управления очень большой размерности, не позволяющей их решать методами классической математики.

Методы ситуационного управления применяются для управления сложными транспортными системами,. 